# Samen of gescheiden
Samen of gescheiden is een hoorspel van Hermann Moers. Die Scheidungsklage werd op 7 juni 1974 door Radio Bremen uitgezonden. C. Denoyer vertaalde het en de VARA zond het uit op woensdag 14 juli 1976. De regisseur was Ad Löbler. Het hoorspel duurde 25 minuten.

## Rolbezetting
- Gerrie Mantel (Edith)
- Paul van der Lek (Bruno)

## Inhoud
De auteur poogt aan de hand van het voorbeeld van een privé-conflict na te gaan, of de discussie tussen echtelieden alleen in de persoonlijke sfeer haar oorzaak vindt, of dat daarenboven de algemene toestand van de maatschappij en de daaruit vootvloeiende dwang een beslissende invloed heeft. Kan de oude Adam zijn relatie weer in orde brengen, als hij zich inspant om een nieuwe mens te worden, of moet hij eerst de omstandigheden veranderen om een ander leven te kunnen leiden?